# Bad Soden-Salmünster
Die südosthessische Stadt Bad Soden-Salmünster ist im Kinzigtal umgeben von den Naturparks Spessart und Hoher Vogelsberg. Die Gemeinde besteht aus den Kernstadtteilen Salmünster und Bad Soden sowie aus den Stadtteilen Ahl, Alsberg, Eckardroth, Hausen, Katholisch-Willenroth, Kerbersdorf, Mernes, Romsthal und Wahlert. Das dem Main-Kinzig-Kreis zugehörige Bad Soden-Salmünster ist Teil der Metropolregion Frankfurt/Rhein-Main.
Sie ist durch den direkten Autobahnanschluss an die Bundesautobahn 66 Fulda – Frankfurt und die Bahnstation Salmünster gut an das Ballungszentrum Rhein-Main angeschlossen, obwohl sie teilweise im Naturpark Spessart liegt. Im Stadtgebiet haben mehrere mittelständische Unternehmen und zahlreiche Dienstleister der Gesundheitsbranche ihren Sitz. Die Arbeitsplatzstruktur bietet überdurchschnittlich viele hoch qualifizierte Beschäftigungsverhältnisse, so etwa in der Medizin oder in der Forschung und Entwicklung im Automotive-Bereich.
Als Kur- und Gesundheitsstadt verfügt Bad Soden-Salmünster über vielfältige Gesundheitseinrichtungen, wie beispielsweise die 2005 errichtete Spessart-Therme oder die zahlreichen Fachkliniken. Seit 1928 trägt die Stadt das Prädikat Heilbad. Grundlage für die Prädikatisierung ist die äußerst starke Thermal-Sole. Quellenuntersuchungen belegen, dass die Quellen Bad Soden-Salmünsters den im chemischen Sinne für ein Heilwasser geforderten Mindestgehalt an gelösten und festen Bestandteilen in einem Kilogramm Wasser um ein Vielfaches überschreiten.
Die touristische Infrastruktur wurde sowohl im gewerblichen als auch im öffentlichen Bereich in den letzten Jahren kontinuierlich ausgebaut und erweitert. Zuletzt verzeichnete die Stadt 405.377 Übernachtungen (31. Dezember 2009) und etwa ebenso viele Tagesgäste bei steigender Tendenz (2005–2009).

## Geografie

### Geografische Lage
Bad Soden-Salmünster liegt am Nordrand des Spessarts und am Südrand des Vogelsbergs. Die Kernstadtteile Bad Soden und Salmünster befinden sich im Kinzigtal. Die Stadt liegt an der Autobahn 66 und der Bahnstrecke zwischen Frankfurt am Main und Fulda.
Das Mittelzentrum Bad Soden-Salmünster ist Teil des Main-Kinzig-Kreises, des Regierungsbezirkes Darmstadt und des Landes Hessen (Bundesrepublik Deutschland).
Der topographisch höchste Punkt der gesamten Stadtgemarkung befindet sich mit 465 m ü. NN auf dem Gipfel des Stackenberges, im Spessart, nordöstlich von Mernes. Die nächste Erhebung im Vogelsberg ist der Münsterberg, mit 351 m NHN.

### Nachbargemeinden
Bad Soden-Salmünster grenzt im Norden an die Gemeinde Birstein, im Osten an die Stadt Steinau an der Straße und das gemeindefreie Gebiet Gutsbezirk Spessart, der die Enklave Alsberg umgibt, im Süden an die Stadt Bad Orb, sowie im Westen an die Stadt Wächtersbach und die Gemeinde Brachttal. Der Stadtteil Mernes ist getrennt vom restlichen Stadtgebiet und grenzt im Westen und Norden an das gemeindefreie Gebiet Gutsbezirk Spessart, im Osten an das gemeindefreie Gebiet Forst Aura (Landkreis Main-Spessart) in Bayern sowie im Süden an die Gemeinde Jossgrund.
| Birstein                | Birstein                                    | Steinau                      |
| Wächtersbach, Brachttal | Kompassrose, die auf Nachbargemeinden zeigt | Steinau, Gutsbezirk Spessart |
| Aufenau, Bad Orb        | Bad Orb                                     | Ortsteil Mernes              |

### Stadtgliederung

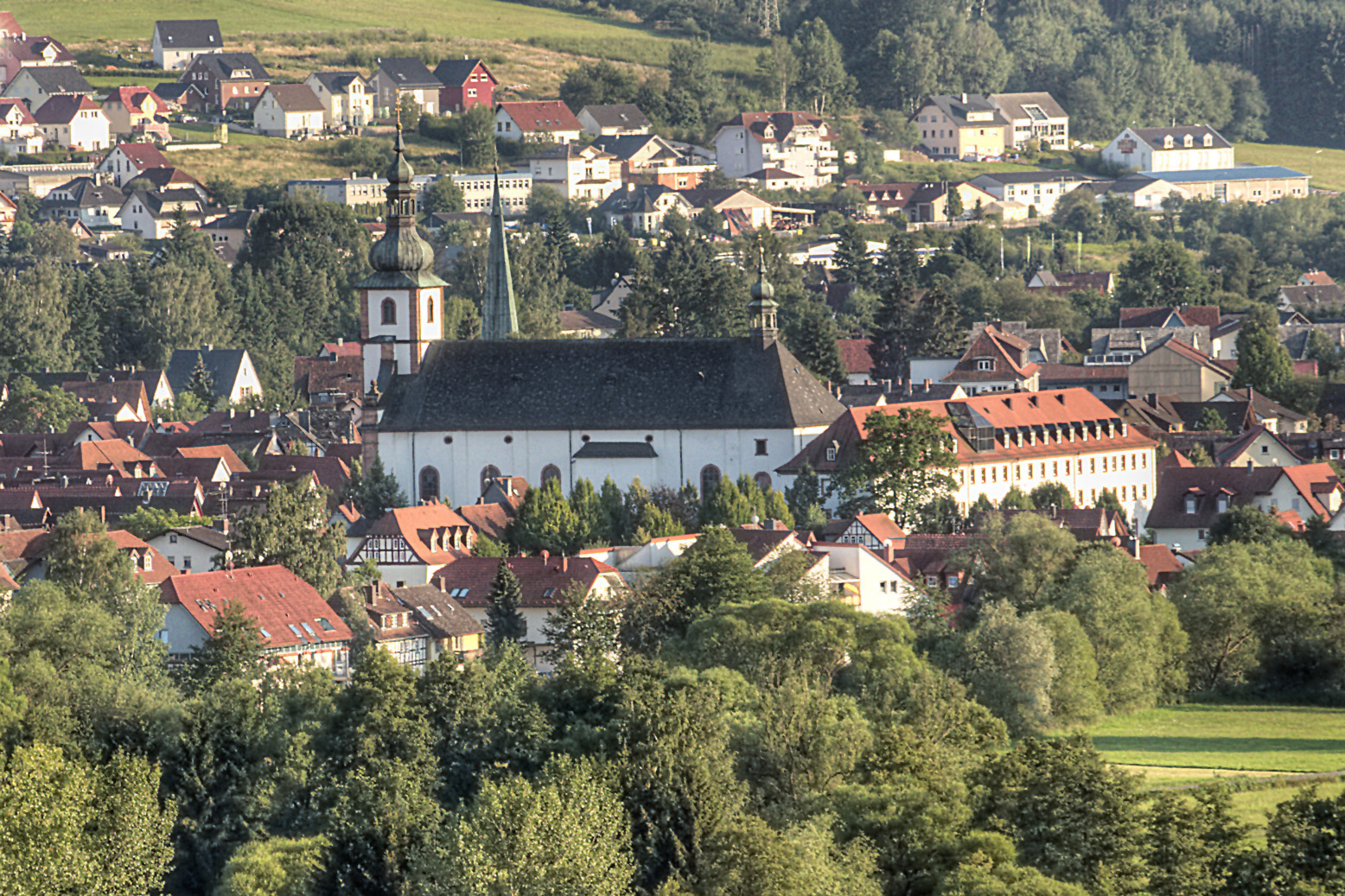
Ehemaliges Franziskanerkloster mit der Pfarrkirche St. Peter und Paul in Salmünster

Nach den im Zuge der Gebietsreform in Hessen durchgeführten Zusammenschlüssen in den Jahren 1970, 1972 und 1974 besteht die Gesamtstadt Bad Soden-Salmünster aus folgenden elf Stadtteilen (in alphabetischer Reihenfolge):
- Ahl
- Alsberg
- Kernstadtteil Bad Soden (mit der Siedlung Salz[2])
- Hausen
- Eckardroth
- Katholisch-Willenroth (mit dem Weiler Schönhof[3])
- Kerbersdorf
- Mernes
- Romsthal
- Kernstadtteil Salmünster
- Wahlert

## Geschichte
Die Stadt Bad Soden-Salmünster besteht seit dem 1. Juli 1974. Sie entstand im Zuge der Gebietsreform in Hessen durch den Zusammenschluss kraft Landesgesetz der Städte Bad Soden bei Salmünster und Salmünster sowie der Gemeinde Mernes.

### Ahl
Die ehemalige Gemeinde Ahl liegt an der ehemaligen Bundesstraße 40, die bis zur Fertigstellung der A 66 die Hauptverbindung von Frankfurt nach Fulda war. Die Bewohner des Ortes Ahl waren seit jeher Reisende und Verkehr gewohnt, denn Ahl lag schon immer an der Durchgangsstraße zwischen Frankfurt und Leipzig, des Reiches Straße. Großes Leid haben die durchziehenden Heere im Dreißigjährigen Krieg (1618–1648), im Siebenjährigen Krieg (1756–1763) und in den napoleonischen Kriegen (1805–1813) durch Einquartierungen und Plünderungen verursacht.
Die erste urkundliche Erwähnung Ahls stammt aus dem Jahre 1326. 1866 kam die Gemeinde Ahl im Kreis Schlüchtern zu Preußen. Da Preußen nach dem Zweiten Weltkrieg aufgelöst wurde, wurde der Landkreis Schlüchtern 1945 auf Beschluss der amerikanischen Militärregierung dem Land Hessen zugeordnet.
Zum Ende des Zweiten Weltkrieges geriet das Dorf in große Gefahr. Von Salmünster und Bad Soden heranziehende amerikanische Panzerverbände hatten das Dorf eingenommen. Versprengte deutsche Soldaten beschossen außerhalb des Dorfes Richtung Steinau die Panzer. Dabei wurde ein amerikanischer Soldat erschossen. Da die Amerikaner annahmen, die Beschießung sei aus den Reihen der Bevölkerung von Ahl gekommen, sollte das Dorf dem Erdboden gleichgemacht werden. Die Zerstörung Ahls war für Ostersonntag, 18 Uhr, vorgesehen. Die Bewohner wurden mit Hab und Gut und Vieh in die Nachbargemeinden evakuiert. Vor allem durch die Fürsprache des englischen Majors Bedding, der sich in Kriegsgefangenschaft in Bad Soden befand, konnte die Zerstörung des Dorfes abgewendet werden. Zum Gedenken an die Rettung des Dorfes legte die Bevölkerung am 10. März 1946 ein feierliches Gelöbnis ab, künftig jedes Jahr den 1. April als Verlobten Tag zu begehen, was heute noch geschieht.
Am 1. April 1972 wurde Ahl in die Stadt Bad Soden bei Salmünster eingegliedert.

### Alsberg
Alsberg ist mit ca. 170 Einwohnern der kleinste und mit 415 m über NN der am höchsten gelegene Stadtteil. Das Dorf liegt am Eselsweg von Schlüchtern nach Großheubach am Main und ist umgeben vom Gutsbezirk Spessart. Als Eilersberg erstmals 1313 urkundlich erwähnt, muss die Stelle bereits früher besiedelt gewesen sein. Das Dorf ist eine der wenigen Höhensiedlungen im Spessart. Von hier bietet sich ein imposanter Blick über Nord- und Vorspessart ins mittlere Kinzigtal, in den Taunus und zum benachbarten Vogelsberg.
Bis 1345 gelangte Alsberg in den alleinigen Besitz der Herren von Hutten, die in Alsberg eine erste Kapelle, vermutlich als Grablege, errichten ließen. Im Jahr 1513, am Donnerstag nach Mariä Heimsuchung (2. Juli), weihte der Mainzer Weihbischof Johannes Münster an ihrer Stelle eine zweite Kapelle. Seit dem Anbau des Kirchenschiffs zur Blütezeit der Alsberger Wallfahrt 1707 bildet dieser Bau den Chorraum der Hl. Kreuz-Kirche. Aktuell finden Anfang Mai zu Kreuzauffindung und am dritten Sonntag im September zu Kreuzerhöhung Wallfahrten nach Alsberg statt. Am dritten Septemberwochenende ist damit die Alsberger Kirchweih verbunden, die seit 1976 im Festzelt auf dem Schulhof gefeiert wird.
Die Herrn von Hutten mussten 1540 Alsberg an Kurmainz verkaufen. Bis zum Reichsdeputationshauptschluss 1803 blieb Alsberg mainzisch. Auf dem Wiener Kongress wurde der Ort als Teil des Fürstentums Aschaffenburg bzw. Departements Aschaffenburg im Großherzogtum Frankfurt zum Königreich Bayern geschlagen. Nach dem verlorenen Deutschen Krieg 1866 musste Bayern Alsberg mit Hausen an das Königreich Preußen abtreten. Für 104 Jahre gehörte die Gemeinde von nun an zum Kreis Gelnhausen. Am 1. Januar 1970 erfolgte die Eingliederung der bis dahin selbstständigen Gemeinde Alsberg in die Stadt Salmünster im Kreis Schlüchtern.
Bereits seit 1966 besuchten die Alsberger Kinder die Schule in Salmünster. In diesem Jahr schloss die Alsberger Volksschule, die seit der Einweihung am 31. Juli 1928 in einem eigenen Schulhaus gehalten worden war. Seit 1984 wird das Gebäude als Dorfgemeinschaftshaus genutzt. Gefordert und gefördert hatte den Bau der Alsberger Volksschullehrer Josef Paul (1896–1960). Auf ihn als Autor gehen zahlreiche heimatkundliche Aufsätze und ein Bauernroman zurück. Zuvor hatte lange Zeit das von 1816 bis 1819 erbaute Pfarrhaus – das heutige Café Waidmannsruh – als Schule gedient.
Heute wird das Dorfleben durch die Katholische Kirchengemeinde Hl. Kreuz, die Freiwillige Feuerwehr Alsberg e. V. und den Alsberger Dorfverein e. V. geprägt. 1974 hat sich der Golf-Club Spessart e. V. in Alsberg angesiedelt und eine 18-Loch-Anlage entstehen lassen.
Im Jahr 2013 beging der Ort zwei große Jubiläen: 500 Jahre Kirchweih und 700 Jahre Ersterwähnung.
Auch Ausgangspunkt und Ziel eines Europäischen Kulturweges ist Alsberg geworden. Im Sommer 2021 eröffnet das Archäologische Spessartprojekt einen neuen Wanderweg, der mit vielen informativen Tafeln ausgestattet ist, die für derartige Wege charakteristisch sind.

### Bad Soden
Hauptwirtschaftsgut der Siedlung war seit dem frühen Mittelalter das Salz; insoweit ist ihre Geschichte parallel zu derjenigen des nur wenige Kilometer südlich gelegenen Bad Orb zu betrachten, unterscheidet sich jedoch erheblich von dieser.
Bereits um 900 wurden in der Umgebung salzhaltige Quellen gefunden, die in den Besitz des Klosters Fulda gelangten. Um 1190 wurde in einer Urkunde des Abtes Konrad II. von Fulda (1177–1192) Sodin erwähnt. 1296 wurde die unterhalb der Burg Stolzenberg gelegene Siedlung durch Adolf von Nassau unter dem Namen „Stolzental“ zur Stadt erhoben; das Dorf der Salzsieder wurde diesem eingemeindet und setzte sich namensetymologisch am Ende durch. Ob die Burg Stolzenberg eine Schutzfunktion für die Solequellen wahrnahm, ist historisch nicht gesichert.
Die Burg war im 14. und 15. Jahrhundert auch Sitz der Herren von Hutten, die die Stadt als Pfandbesitz Fuldas verwalteten. Nachdem Philipp der Großmütige 1522 die Burg Stolzenberg eingenommen und zerstört hatte, entstand in der Siedlung im Tal 1536 eine neue Residenz der Herren von Hutten, die als „Huttenschloss“ erhalten ist.
Anders als in Orb wurden im 16. Jahrhundert die Salzquellen verschüttet und die Salinen stillgelegt. Soden war zeitweise verpfändet an Kurmainz, wurde jedoch 1734 von Fulda zurückgekauft, indes mit der Maßgabe, die Solequellen nicht zu reaktivieren, solange die unter Kurmainzer Regie, mit 10 Gradierwerken in Orb arbeitende Saline in Produktion war; ein Konkurrenzbetrieb sollte auf diese Weise ausgeschlossen werden.
Die Säkularisation des Hochstifts Fulda 1803 führte zu einer Besitzübernahme durch das Kurfürstentum Hessen, nach der Neuordnung im Wiener Kongress 1815. Da es Kurmainz im neu geordneten Deutschen Bund nun auch nicht mehr gab, wurde die Verpflichtung, die Salzquellen nicht zu nutzen, hinfällig. Trotzdem hat Kurhessen die Neuerrichtung einer Saline als wirtschaftlich unrentabel verworfen. Parallel vollzog sich auch der Niedergang der Orber Saline, die im Wettbewerb mit wirtschaftlicher arbeitenden bayerischen Salinen, etwa in Bad Reichenhall stand.
Ebenso wie in Orb begann im 19. Jahrhundert die Nutzung der Solequellen als Heilwasser. 1837 – im selben Jahr, als der Apotheker Franz Leopold Koch (1782–1850) die erste Solbadeanstalt mit acht Badekabinetten in Orb errichtete – begann man, die Sodener Quellen freizulegen. Hierzu überliefert ist die Geschichte von einer Kuh: Ständig an einer bestimmten Stelle auf der Wiese links der Salz leckend, animierte sie die Einwohner zu Grabungen, die einen alten Brunnenschacht und die kohlensäurehaltige Sole ans Tageslicht förderten. Relikte mittelalterlicher Gradierkästen (→ Kastengradierung) wurden ausgegraben. Friedrich Wilhelm von Hessen, der letzte Kurfürst, sprach der Stadt 1844 das Recht zu, die Quellen zu fassen. Die Bürger nutzten diese zu Beginn in privater Hand, jedoch fehlten Investoren. Wohlhabende Frankfurter – die Orber Jagdgesellschaft – investierten in die Koch’schen Anlagen vor Ort, nicht aber in die Quellen von Soden.
Erst 1919 gelang es der Stadt, das Nutzungsrecht von der privaten Betreibergesellschaft zurückzuerwerben; neue Sprudel wurde erschlossen. 1928 wurde der Stadt das Prädikat Bad verliehen, und seitdem wurde die Gesundheitsinfrastruktur kontinuierlich ausgebaut. Die Kurstadt verfügt heute über ein vielfältiges Hotellerie- und Gastronomieangebot, acht hoch qualifizierte Reha-Fachkliniken, eine umfassende ambulante Ärzte- und Therapieversorgung sowie viele Freizeiteinrichtungen.
In Bad Soden wohnen die zweitmeisten Einwohner der Gesamtstadt.

### Hausen

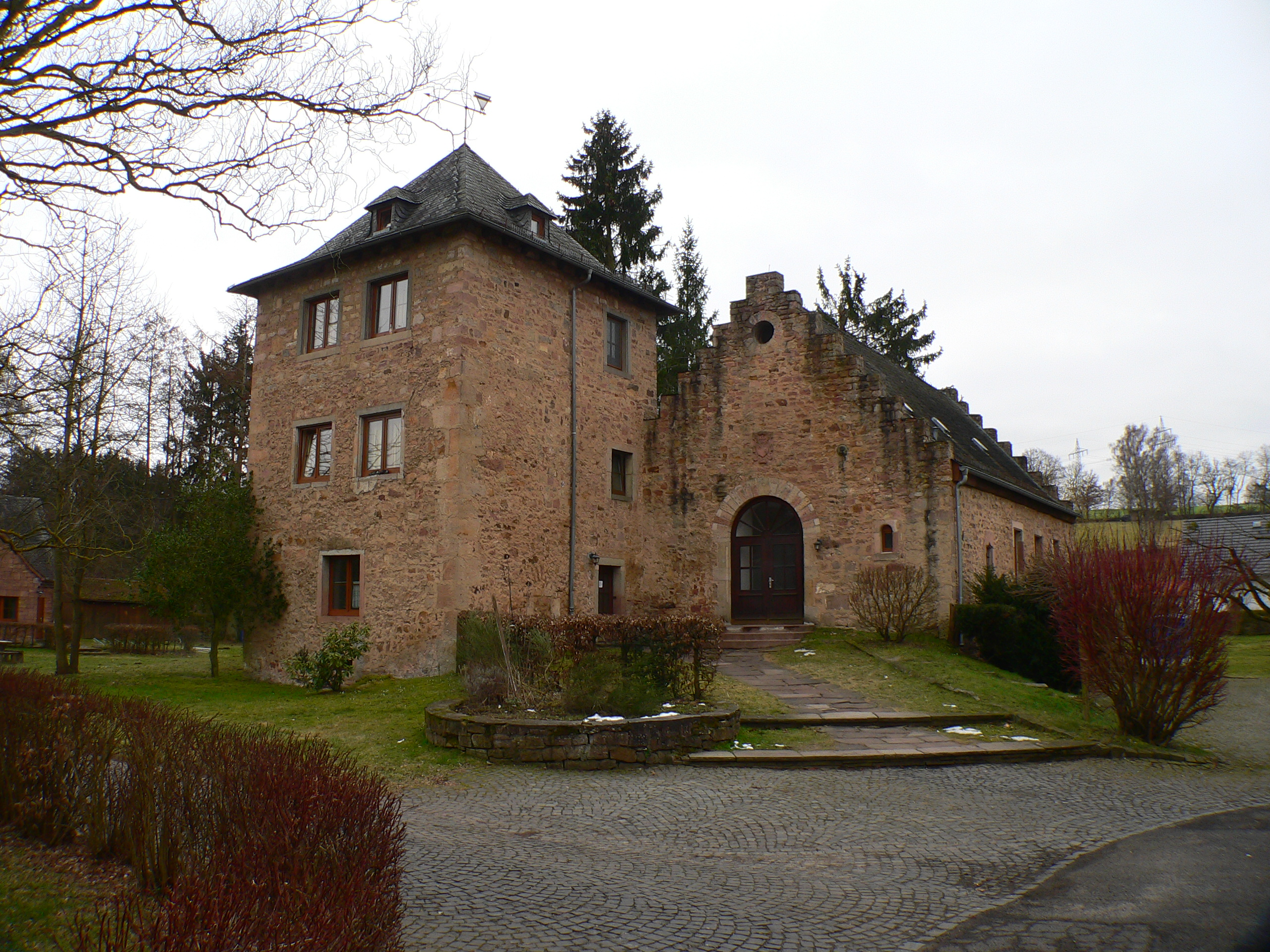
Schloss Hausen

Hausen war früher ein kleiner Weiler. Erstmals erwähnt ist die Siedlung anno 1319 unter dem Namen husen. Es wird angenommen, dass das Hochstift Fulda zum Schutz von Salmünster schon sehr früh an dieser Stelle eine Wasserburg errichten ließ. Diese war von zwei Wassergräben umgeben, was auch den früheren Ortsnamen Hausen zu den Brucken erklärt: Der Weg zur Burg führte über zwei Brücken.
Im Jahre 1345 kaufte Friedrich von Hutten die Burg von den Herren von Jazza [Jossa]. Und 1540 erwarb Kurmainz Alsberg und Hausen. Damit hatten sie zugleich einen Anteil von Salmünster erworben, denn dieses Städtchen hatte seinerzeit mehrere Besitzverhältnisse. Die kurfürstliche Regierung in Mainz richtete in dem neuerworbenen Gebiet ein eigenes Oberamt in Hausen ein. Als die Pfandschaft Salmünster 1734 durch Fulda wieder eingelöst wurde und an das Hochstift zurückging, verlor das Oberamt Hausen mehr und mehr an Bedeutung. Schließlich verlegte Kurmainz Ende des 18. Jahrhunderts den Oberamtssitz von Hausen nach Orb. Fortan wurde der Besitz von dort aus verwaltet. Die Grenze zwischen Kurmainz und dem Hochstift Fulda war das kleine Heiligenhäuschen, das noch heute an der Spessartstraße steht.
Nach den Napoleonischen Kriegen ging das Landgericht Orb mit Alsberg und Hausen in bayerischen Besitz über, bevor es 1866, im Ergebnis des Deutschen Bruderkrieges preußisch wurde. 104 Jahre lang war Hausen dann ein Ortsteil von Alsberg und gehörte zum Landkreis Gelnhausen. Am 1. Januar 1970 wurde Alsberg mit Hausen eingemeindet. Der letzte Bürgermeister dieser Verwaltungseinheit war der Alsberger Karl Müller. Die beiden Dörfer wurden zu Stadtteilen von Salmünster (damals Kreis Schlüchtern).
Im Staatsanzeiger für das Land Hessen (Ausgabe 3/1970) steht geschrieben: Aufgrund […] der Hessischen Gemeindeordnung […] erhält das Gebiet der früheren Gemeinde Alsberg mit dem bisherigen Ortsteil Hausen in der Stadt Salmünster mit Wirkung vom 1. Januar 1970 die Bezeichnung „Stadtteil Alsberg“, „Stadtteil Hausen“. Darmstadt, 24. Dezember 1969, Der Regierungspräsident.
Damit ist der Beweis erbracht, dass Hausen tatsächlich ein eigener Stadtteil der heutigen Kurstadt ist. Doch wird man der Geschichte nicht gerecht, würde man nur diese historischen Fakten berücksichtigen. Zwar bildeten Hausen und Alsberg über ein Jahrhundert eine Verwaltungseinheit. Aber die Hausener orientierten sich – nicht zuletzt wegen der räumlichen Nähe – eher nach Salmünster. Sie gingen dort zur Kirche, kauften dort ein und feierten zusammen Feste. Die Kinder besuchten dort die Schule. Und die beiden Stadtteile wuchsen im Laufe der Jahre und Jahrzehnte immer mehr zusammen. So schien es vielen Bürgern nur konsequent zu sein, dass sich Hausen und Salmünster 1970 zusammentaten. Hausen wird deshalb seit diesem Zeitpunkt durch den Ortsbeirat Salmünster vertreten.

### Der Huttengrund

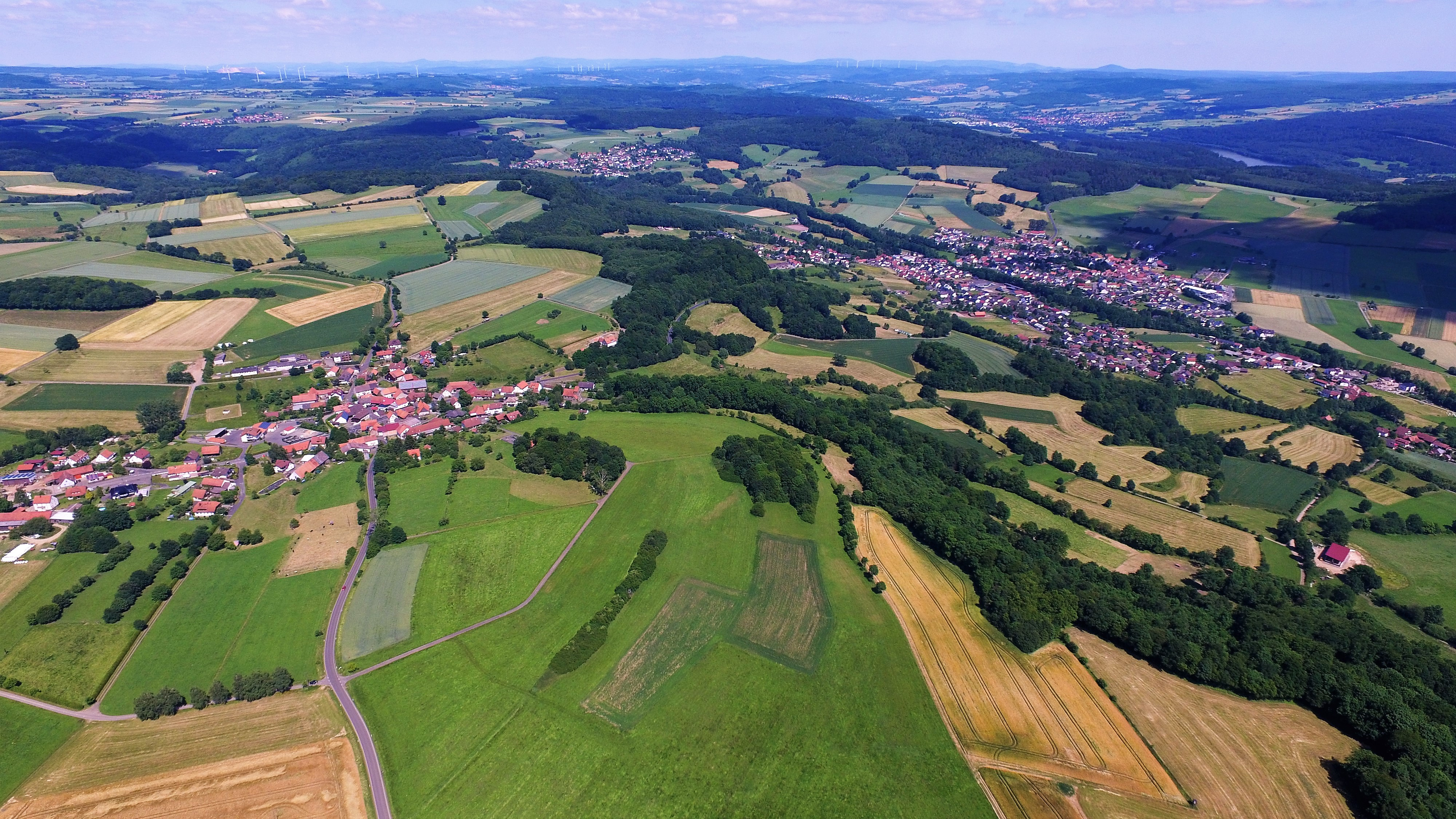
Huttengrund komplett mit den fünf Stadtteilen

Der Huttengrund ist ein Seitental des Kinzigtals. Er wird von der Salz durchflossen, die aus dem Vogelsberg kommend bei Salmünster in die Kinzig mündet. Der Huttengrund umfasst die Stadtteile Romsthal, Eckardroth und Wahlert der Stadt Bad Soden-Salmünster. Benannt ist der Huttengrund nach dem über Jahrhunderte dort herrschenden Adelsgeschlecht der Herren von Hutten.
In der Napoleonischen Zeit, zu Beginn des 19. Jahrhunderts, gehörten die Dörfer des Huttischen Grundes zur Burg Soden und zum ehemaligen Reichsgericht Salmünster. Zu dieser Zeit wurde Eckardroth von umherstreunenden Räuberbanden als Unterschlupf und als Ausgangspunkt zur Flucht aus dem Huttischem Patrimonialgericht ins „Ausland“ genutzt.
Die jeweiligen Orte gehen nicht nur fast nahtlos ineinander über, ihre Bürger haben auch schon früh die Notwendigkeit einer Zusammenarbeit erkannt und so sind die drei Orte heute in vielen Bereichen eng miteinander verflochten.

#### Eckardroth
Die Gemarkungsfläche, auf der sich heute Eckardroth befindet, kam schon um 900 als Teil der Mark Salz an das Kloster Fulda. Urkundlich wird Eckardroth jedoch erst 1356 unter dem Namen Ekharterode erstmals erwähnt, was natürlich nicht besagt, dass das Gemarkungsgebiet nicht schon vor dieser Zeit besiedelt gewesen wäre. Der Name Ekharterode geht auf den Vor- oder Nachnamen Ekhart und auf das Roden zurück.
1805 wurde von der Kirchengemeinde Romsthal/Eckardroth die große Barockkirche St. Franziskus gebaut, die 1905 erweitert wurde.
Bis zum Dritten Reich hat eine aktive jüdische Gemeinde den Ort geprägt. Noch heute existiert ein jüdischer Friedhof am Ortseingang auf der linken Seite, der öffentlich zugänglich ist.
Am 1. April 1972 erfolgte die Eingliederung der selbstständigen Gemeinde in die Stadt Bad Soden bei Salmünster.

#### Romsthal
Der geschichtlich bedeutsamste Ort im Huttschen Grund wurde erstmals im Jahre 1365 unter dem Namen Ramstal urkundlich erwähnt. Am 1. Dezember 1970 erfolgte die Eingliederung in die Stadt Salmünster.
Romsthal ist heute der größte Stadtteil im Huttengrund. Hier finden sich die Grundschule, die Huttengrundhalle sowie das 1749 erbaute historische Huttenschlößchen, das auch als Herrenhaus bekannt ist. Zum Huttengrund gehören außer Romsthal noch Wahlert und Eckardroth. Die katholische Kirche in Romsthal heißt St. Franziskus. Romsthal besitzt auch einen Kindergarten.

#### Herrenhaus Romsthal
Auf dem Weg von Bad Soden-Salmünster in Richtung Vogelsberg öffnet sich das als Huttengrund bekannte Salztal. So benannt nach dem Geschlecht der von Hutten, das jahrhundertelang Grundbesitzer in Romsthal, Eckardroth, Kerbersdorf, Wahlert und teilweise in Marborn war. Zur Geschichte des dortigen Amtssitzes auf der im 14. Jahrhundert erwähnten und 1783 eingestürzten Burg ist wenig überliefert. Zum Hofgut gehörte wohl die 1757 genannte Burgmühle und ein 1765 als Jägerhaus bezeichnetes Gebäude. Vermutlich handelt es sich dabei um das heutige Herrenhaus. Ein Türsturz mit dem huttischen Wappen und der Jahreszahl 1742 lässt diese Schlussfolgerung zu. Das architektonisch reizvolle Herrenhaus ist ein zweigeschossiger Rechteckbau mit Krüppelwalmdach und Gaubenfenstern. Ein Treppenturm mit Fachwerkabschluss und Welscher Haube erschließt es rückseitig. 1904 gelangte Bogdan Graf von Hutten-Czapski in den Besitz des Huttischen Grundes. Ihm verdankt das Herrenhaus seine bauliche Erweiterung um zwei Fensterachsen, den vorgezogenen Eingangsbereich und den Park.

#### Wahlert
Der Ort Wahlert erstmals im Jahre 1326 unter dem Namen Waldenrode erwähnt.
Am 1. Dezember 1970 erfolgte die Eingliederung in die Stadt Bad Soden bei Salmünster. Wahlert ist heute der kleinste Stadtteil im Huttengrund.

### Katholisch-Willenroth
Erstmals urkundlich erwähnt wurde der Ort im Jahr 1339 unter dem Namen Wilnrode. Am 1. Juli 1972 erfolgte die Eingliederung in die Stadt Salmünster.
Heute ist das überwiegend landwirtschaftlich geprägte Katholisch-Willenroth mit dem Weiler Schönhof einer der kleineren Stadtteile Bad Soden-Salmünsters.
Durch seine Lage am Aufstieg zum Vogelsberg bietet der Stadtteil zahlreiche Wandermöglichkeiten.

### Kerbersdorf
Der erstmals als „Korberstorf“ im Jahr 1447 urkundlich erwähnte Stadtteil Kerbersdorf liegt oberhalb des Huttengrundes. Kerbersdorf verfügt über eine eigene kleine Grundschule.
Die Eingliederung Kerbersdorfs erfolgte am 1. Dezember 1970 in die Stadt Salmünster. Heute leben hier etwa 460 Einwohner.

### Mernes
Mernes ist der südlichste Stadtteil von Bad Soden-Salmünster im Main-Kinzig-Kreis. Das Dorf liegt eingebettet im Jossatal im Naturpark Hessischer Spessart am Fuße der Bergkuppe „Stacken“ (465 m) und ist ein staatlich anerkannter Erholungsort. Mernes ist 1267 als Mernolfes erstmals genannt, auf einer Karte aus dem 16. Jahrhundert heißt der Ort Merles. Er hat etwas weniger als 900 Einwohner. Bei der Bildung der neuen Stadt Soden-Salmünster kam Mernes am 1. Juli 1974 als dritte Gemeinde hinzu.

### Salmünster
Das Stadtbild von Salmünster wird von zwei Kirchen geprägt. In der Altstadt erhebt sich die barocke katholische Pfarrkirche, von 1650 bis 2004 auch Klosterkirche des angegliederten Franziskanerklosters, in dessen Gebäude sich heute ein Bildungs- und Exerzitienhaus der Diözese Fulda befindet. Die evangelische Versöhnungskirche ist ein schlichter Bau im neugotischen Stil.
Die Wirtschaft besteht im Wesentlichen aus Einzelhandel und Automobilzulieferern.
Salmünster ist verkehrsmäßig über die Anschlussstelle an die Autobahn A 66 (Frankfurt–Fulda) zu erreichen. Außerdem gibt es einen Bahnhof von Bad Soden-Salmünster mit Verbindungen nach Frankfurt am Main und Fulda im Stundentakt.

## Bevölkerung

### Einwohnerstruktur 2011
Nach den Erhebungen des Zensus 2011 lebten am Stichtag, dem 9. Mai 2011, in Bad Soden-Salmünster 13.414 Einwohner. Darunter waren 981 (7,3 %) Ausländer, von denen 377 aus dem EU-Ausland, 445 aus anderen europäischen Ländern und 155 aus anderen Staaten kamen. Von den deutschen Einwohnern hatten 21,8 % einen Migrationshintergrund. (Bis zum Jahr 2020 erhöhte sich die Ausländerquote auf 13,1 %.) Nach dem Lebensalter waren 2151 Einwohner unter 18 Jahren, 5520 zwischen 18 und 49, 1826 zwischen 50 und 64 und 2919 Einwohner waren älter. Die Einwohner lebten in 5787 Haushalten. Davon waren 1923 Singlehaushalte, 1569 Paare ohne Kinder und 1632 Paare mit Kindern, sowie 528 Alleinerziehende und 135 Wohngemeinschaften. In 1335 Haushalten lebten ausschließlich Senioren/-innen und in 3774 Haushaltungen leben keine Senioren/-innen.

### Einwohnerentwicklung
In der Tabelle werden die Einwohnerzahlen vom 6. Juni 1961, 27. Mai 1970 und
9. Mai 2011 (Volkszählungen) angegeben.
| Name                  | Ew. 1961 | Ew. 1970 | Ew. 2011 |
| --------------------- | -------- | -------- | -------- |
| Ahl                   | 420      | 536      | 582      |
| Alsberg               |          |          | 153      |
| Bad Soden             | 2357     | 2902     | 3963     |
| Eckardroth            | 520      | 532      | 624      |
| Hausen                |          |          | 909      |
| Katholisch-Willenroth | 226      | 243      | 234      |
| Kerbersdorf           | 302      | 408      | 447      |
| Mernes                | 706      | 767      | 762      |
| Romsthal              | 638      | 669      | 789      |
| Salmünster            | 3006     | 3467     | 4587     |
| Wahlert               | 126      | 132      | 360      |

### Religionszugehörigkeit
| • 1987: | 2199 evangelische (= 19,8 %), 8009 katholische (= 72,2 %), 880 sonstige (= 7,9 %) Einwohner   |
| • 2011: | 3380 evangelische (= 25,2 %), 6650 katholische (= 48,6 %), 3380 sonstige (= 25,2 %) Einwohner |

## Politik

### Stadtverordnetenversammlung
Die Kommunalwahl am 14. März 2021 lieferte folgendes vorläufiges Ergebnis, in Vergleich gesetzt zu früheren Kommunalwahlen:
| Sitzverteilung in der Stadtverordnetenversammlung 2021Insgesamt 33 Sitze - SPD: 9 - FDP: 0 - CDU: 12 - GWL: 12 | Parteien und Wählergemeinschaften | Parteien und Wählergemeinschaften           | % 2021 | Sitze 2021 | % 2016 | Sitze 2016 | % 2011 | Sitze 2011 | % 2006 | Sitze 2006 | % 2001 | Sitze 2001 |
| Sitzverteilung in der Stadtverordnetenversammlung 2021Insgesamt 33 Sitze - SPD: 9 - FDP: 0 - CDU: 12 - GWL: 12 | CDU                               | Christlich Demokratische Union Deutschlands | 37,5   | 12         | 39,0   | 14         | 44,5   | 16         | 45,4   | 17         | 43,4   | 16         |
| Sitzverteilung in der Stadtverordnetenversammlung 2021Insgesamt 33 Sitze - SPD: 9 - FDP: 0 - CDU: 12 - GWL: 12 | SPD                               | Sozialdemokratische Partei Deutschlands     | 25,5   | 9          | 25,8   | 10         | 28,5   | 11         | 23,6   | 9          | 25,2   | 9          |
| Sitzverteilung in der Stadtverordnetenversammlung 2021Insgesamt 33 Sitze - SPD: 9 - FDP: 0 - CDU: 12 - GWL: 12 | GWL                               | Gemeinsame Wählerliste Bad Soden-Salmünster | 37,1   | 12         | 31,1   | 12         | 24,2   | 9          | 27,8   | 10         | 25,9   | 10         |
| Sitzverteilung in der Stadtverordnetenversammlung 2021Insgesamt 33 Sitze - SPD: 9 - FDP: 0 - CDU: 12 - GWL: 12 | DIE LINKE                         | Die Linke                                   | —      | —          | —      | —          | 2,7    | 1          | —      | —          | —      | —          |
| Sitzverteilung in der Stadtverordnetenversammlung 2021Insgesamt 33 Sitze - SPD: 9 - FDP: 0 - CDU: 12 - GWL: 12 | FDP                               | Freie Demokratische Partei                  | —      | —          | 4,1    | 1          | —      | —          | 3,2    | 1          | 5,6    | 2          |
| Sitzverteilung in der Stadtverordnetenversammlung 2021Insgesamt 33 Sitze - SPD: 9 - FDP: 0 - CDU: 12 - GWL: 12 | gesamt                            | gesamt                                      | 100,0  | 33         | 100,0  | 37         | 100,0  | 37         | 100,0  | 37         | 100,0  | 37         |
| Sitzverteilung in der Stadtverordnetenversammlung 2021Insgesamt 33 Sitze - SPD: 9 - FDP: 0 - CDU: 12 - GWL: 12 | Wahlbeteiligung in %              | Wahlbeteiligung in %                        | 47,9   | 47,9       | 50,0   | 50,0       | 45,6   | 45,6       | 42,9   | 42,9       | 53,0   | 53,0       |

### Bürgermeister
Nach der hessischen Kommunalverfassung wird der Bürgermeister für eine sechsjährige Amtszeit gewählt, seit dem Jahr 1993 in einer Direktwahl, und ist Vorsitzender des Magistrats, dem in der Stadt Bad Soden-Salmünster neben dem Bürgermeister ehrenamtlich ein Erster Stadtrat und fünf weitere Stadträte angehören. Bürgermeister ist seit dem 1. August 2018 der parteiunabhängige Dominik Brasch. Er wurde als Nachfolger von Lothar Büttner (SPD), der nach drei Amtszeiten nicht wieder kandidiert hatte, am 15. April 2018 im ersten Wahlgang bei 52,3 Prozent Wahlbeteiligung mit 57,9 Prozent der Stimmen gewählt. Es folgte eine Wiederwahl ohne Gegenkandidaten im Februar 2024.
Amtszeiten der Bürgermeister
- 2018–2030 Dominik Brasch[24]
- 2000–2018 Lothar Büttner[25]
- 1976–2000 Bruno Döring (CDU) (1937–2012)[28]
- 1974–1976 Josef Leistenschneider (im Amt verstorben; war zuvor seit 1963 Bürgermeister von Salmünster)[29]

### Städtepartnerschaften

Wappen Bad Soden-Salmünster

- Seit 1996 mit Guilherand-Granges, einer französischen Gemeinde mit 11.000 Einwohnern, im Département Ardèche, am rechten Ufer der Rhône, gegenüber der Stadt Valence gelegen.
- Seit 2023 mit Tschortkiw, einer ukrainischen Stadt mit 28.000 Einwohnern, in der Oblast Ternopil im Westen der Ukraine.[30]

### Wappen
Am 8. Februar 1978 wurde der Stadt Bad Soden-Salmünster ein Wappen mit folgender Blasonierung verliehen: In Blau links der hl. Bonifatius in goldenem Bischofsgewand und mit goldener Mitra, in der Linken den silbernen Krummstab haltend, die Rechte segnend erhoben, zu seinen Füßen ein silberner Schild mit durchgehendem schwarzen Kreuz; rechts aus goldener Brunnenschale mit goldenem Sockel eine silberne Fontäne aufsteigend.

## Infrastruktur und Wirtschaft

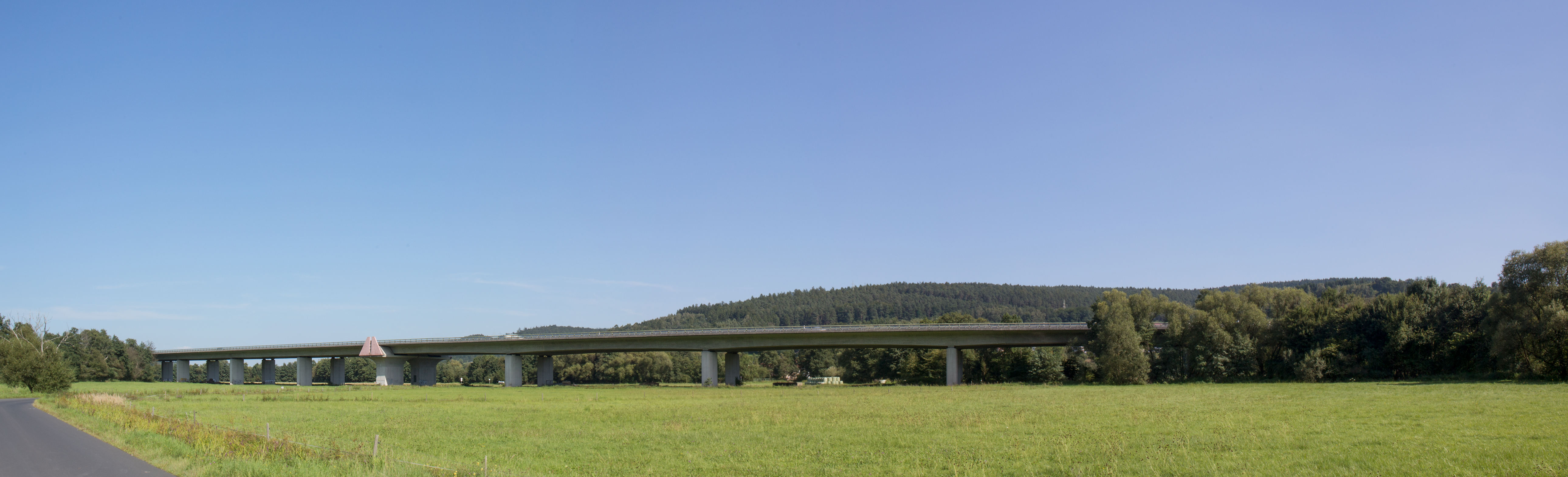
Kinzigtalbrücke nordöstlich der Stadt ist mit 990 m Hessens längste Autobahnbrücke

### Verkehrsanbindung

#### Straße
Im Ortsteil Salmünster liegt der Autobahnanschluss Bad Soden-Salmünster (AS 46) zur A 66, die Frankfurt und Fulda verbindet.
Ein Abschnitt der Deutschen Märchenstraße führt von Salmünster nach Steinau an der Straße.

#### Bahn
Der Bahnhof Bad Soden-Salmünster hat stündliche Bahnverbindung durch den RE 50, Fulda (Abfahrt X:15) ↔ Frankfurt (Abfahrt X:41). Der nächste barrierefreie Bahnhof liegt in Wächtersbach.

#### Fahrrad
Der Hessischen Radfernweg R3 (Rhein-Main-Kinzig-Radweg) führt unter dem Motto Auf den Spuren des Spätlesereiters. entlang von Rhein, Main und Kinzig über Fulda nach Tann in der Rhön.

### Nahverkehr

#### Regulärer Busverkehr
Ganzjährig verkehren in Bad Soden-Salmünster mehrere Buslinien des KVG. Sie schaffen z. B. mit den Linien MKK-76, MKK-80 und MKK-90 öffentliche Verkehrsanschlüsse zu allen Ortsteilen der Gemeinde Bad Soden-Salmünster, aber auch zu den nahen Gemeinden, Bad Orb, Biebergemünd, Brachttal, Jossgrund, Schlüchtern, Steinau und Wächtersbach. Seit 2025 kam die Linie MKK-86 hinzu. Sie verbindet die Stadt mit Bad Orb, über den Wächtersbacher Stadtteil Aufenau. Die mit Fahrradheckträgern ausgestattete Buslinie schafft zusätzliche Freizeitmöglichkeiten. Es gilt der Tarif des Rhein-Main-Verkehrsverbundes.

#### Autonom fahrender Kleinbus
Versuchsweise verkehrte 2021, im Stadtteil Bad Soden, neben den Standardbussen, ein autonom fahrender Stadtbus. Der Versuchsbetrieb mit dem „EASY“ genannten Kleinbus eines französischen Herstellers, wurde als Pilotprojekt vom Main-Kinzig-Kreis, der Stadt Bad Soden-Salmünster sowie den beiden Unternehmen KVG Main-Kinzig und dem RMV gefördert. Der Bus fuhr bis zu elf km/h und hatte acht Sitzplätze. Zunächst fuhr er noch mit einem Begleiter und ohne Passagiere. Der Versuch ist nicht fortgesetzt worden.

### Bildung

#### Kindergärten/Kitas
Die Stadt Bad Soden-Salmünster verfügt insgesamt über fünf Kindergärten/Kitas:
- In Bad Soden ist die Katholische Kindertagesstätte St. Laurentius. Sie ist mit 7 Gruppen für insgesamt bis zu 130 Kindern, in Ganz- oder Halbtagesbetreuung ausgelegt. Auch Mittagsverpflegung wird angeboten[39]. In der Gesamtzahl sind 3 Gruppen je 12 Plätzen für den U3-Bereich und 4 Gruppen je 25 Plätzen für den Ü3-Bereich enthalten.
- Die katholische Kindertagesstätte St. Maria Salmünster betreut im U3-Bereich (1–3 Jahre) zwei Gruppen je 12 Kinder. Im Ü3-Bereich (3–6 Jahre) verfügt sie über vier Gruppen à 25 Kinder.
- Die CJD Kindertagesstätte Wasserschlösschen – Hausen betreut 2 Krippengruppen mit jeweils 12 Plätze für Kinder von 1–3 Jahren und 2 weitere Gruppen mit Plätzen für jeweils 25 Kinder im Alter ab 3 Jahren bis zum Schuleintritt.
- Eine weitere Einrichtung, der Sportkindergarten in Salmünster ist eine Ganztagseinrichtung. 65 Plätze für Kinder von drei Jahren bis zum Schuleintritt stehen zur Verfügung. Die drei Gruppen sind in zwei Regelgruppen mit jeweils 25 Kindern und eine integrative Gruppe mit 15 Kindern aufgeteilt
- Die Kindertagesstätte Spatzennest Romsthal hat 4 Gruppenräume für die Ü3-Betreuung sowie 2 Gruppenräume für die Krippe (U3)

#### Schulen
In Salmünster befindet sich mit der Henry-Harnischfeger-Schule sowohl eine Grundschule als auch eine integrierte Gesamtschule, die für das gesamte Umland zuständig ist. Eine weitere Grundschule befindet sich wiederum in Bad Soden. Daneben gibt es noch Zwergschulen in Romsthal und Kerbersdorf. In Kerbersdorf werden alle vier Jahrgangsstufen in einer Klasse unterrichtet.
Weiterführende Schulen in der Nachbarschaft sind die Friedrich-August-Genth-Schule, eine (Kooperative Gesamtschule) in Wächtersbach und das Grimmelshausen-Gymnasium in Gelnhausen.

### Freiwillige Feuerwehr
Acht der elf Ortsteile von Bad Soden-Salmünster haben jeweils eigene Freiwillige Feuerwehr, mit entsprechenden Stützpunkten, während die drei Ortsteile Eckardroth, Romsthal und Wahlert ihre diesbezüglichen Aktivitäten in der Freiwilligen Feuerwehr Huttengrund bündeln.
Die Feuerwehr Bad Soden-Salmünster verfügt über verschiedene Sonderfahrzeuge wie Drehleiter DL(A)K 23/12 mit Teleskopgelenk, Einsatzleitwagen 1, Rüstwagen 1, Mehrzweckboot des Weiteren verfügt die Feuerwehr über diverse Tragkraftspritzenfahrzeuge, Löschgruppenfahrzeuge und Feuerwehranhängern.
Aktueller (2024) Stadtbrandinspektor ist Jens Bannert.
Außerdem besteht in der Stadt Bad Soden-Salmünster eine große Voraushelfer-Gruppe, welche bei lebensbedrohlichen Krankheitszuständen wie z. B. Reanimationen das therapiefreie Intervall verkürzen kann.

### Bedeutende Unternehmen
Das weltweit tätige Automobilzulieferunternehmen Woco Industrietechnik GmbH hat seinen Sitz in Bad Soden-Salmünster.
Darüber hinaus ist Salmünster mit der Strassing GmbH, einem Tochterunternehmen der Mitteldeutsche Hartstein-Industrie AG in Hanau, der Sitz einer überregional agierenden Tiefbaufirma.

## Kultur und Sehenswürdigkeiten

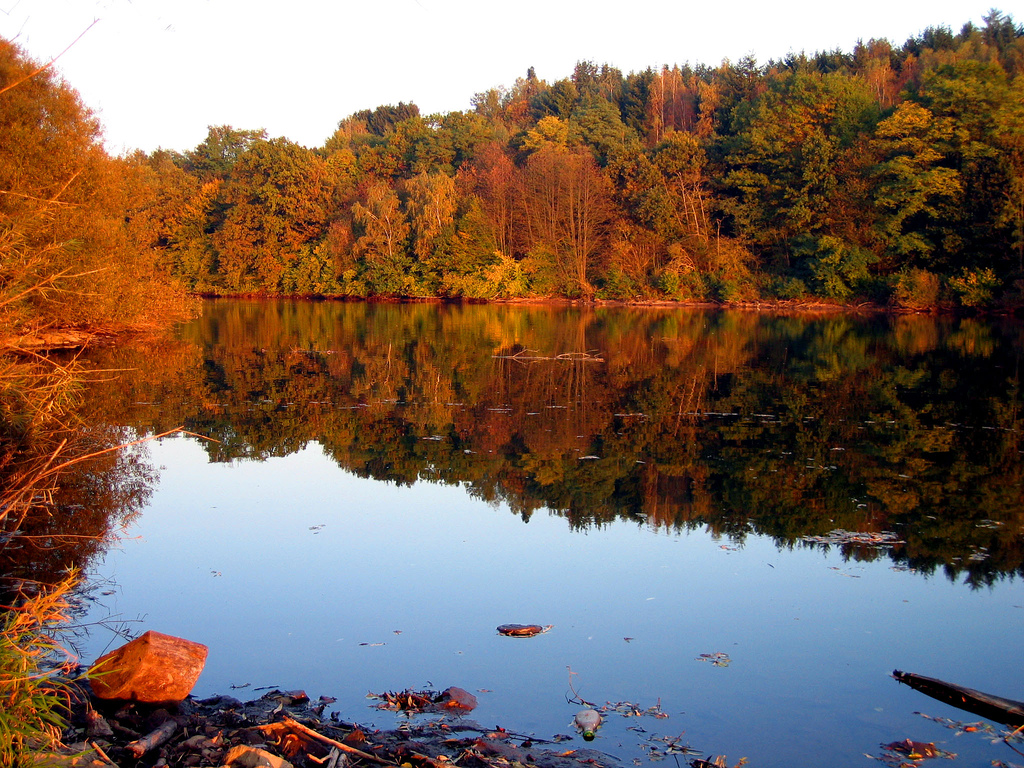
Indian Summer an den Hirschbornteichen

Die Talsperre bei Ahl ist eine Sehenswürdigkeit; aber auch die Kirche „Unbefleckte Empfängnis Mariae“ in Ahl gehört zu den Attraktionen der Stadt. Ebenso ist die Mariengrotte, ebenfalls in Ahl, ein bekannter Treffpunkt für Gläubige.

### Passionsspiele
Die in Salmünster ansässigen Passionsspiele sind weit über die Grenzen des Kreises hinaus bekannt. Im drei- bis vierjährigen Turnus wird in der barocken Pfarrkirche St. Peter und Paul die Leidensgeschichte Jesu Christi aufgeführt. Über 3000 Zuschauer sehen dort das Passionsspiel.

### Theaterensemble feel-X
Das Theaterensemble feel-X e. V. wurde am 8. Juni 2001 in Bad Soden-Salmünster gegründet. Feel-X ist ein Kunstwort, geschaffen aus dem Namen des Initiators Felix Wiedergrün M.A. und dem Gefühl (engl. feel – fühlen), das Sie bei dem vielfältigen Theaterangebot unter dem Motto „Erlebnis – Vielfalt – Emotionen“ erleben können. Das semiprofessionell spielende Theaterensemble präsentiert sowohl Boulevardstücke als auch Historienspiele und Klassiker der Weltliteratur. In unregelmäßigen Abständen bringen die Schauspieler auch Stücke aus dem Bereich des Kinder- und Jugendtheaters auf die Bühne. Mit seinen Inszenierungen hat sich das Ensemble feel-X e. V., das auch Mitglied im Bund Deutscher Amateurtheater e. V. ist, weit über die regionalen Grenzen einen Namen gemacht. Neben der festen Spielstätte im Spessart FORUM-Kultur bespielt feel-X die Freilichtbühne im Kurpark, die Freilichtbühne im Schleifrashof oder die Freilichtbühne auf der Burgruine Stolzenberg. Das Projekt „Fassadenfarben“ (kurz FF) hat das Ziel, den Bürgern und Gästen der Kurstadt Bad Soden-Salmünster die mittelalterliche Altstadt Salmünsters in einem besonderen Licht zu präsentieren und Einblicke in die Stadtgeschichte und das Leben bedeutsamer Persönlichkeiten zu bieten, die eng mit der Stadtgeschichte verknüpft sind. 2018 fanden die „Fassadenfarben“ erstmals im Kurpark von Bad Soden-Salmünster unter dem Titel „Kurparkfarben“ statt. Über das Jahr verteilt schlüpfen die Schauspieler im Rahmen der „Salmünsterer Theaterführungen“ ebenfalls in historische Persönlichkeiten der Stadtgeschichte Salmünsters und geben einen Einblick in ein Leben an der Via Regia, die mitten durch die Altstadt von Salmünster führte. Auf Initiative des Ensemble feel-X e. V. bildete sich 2016 die Projektgruppe „Stolpersteine Altstadt Salmünster“. Am 8. November 2018 anlässlich des 80. Gedenktages an die Gräueltaten der Reichspogromnacht wurden durch den Künstler Gunter Demnig die ersten neun Stolpersteine in Salmünster verlegt.

### Bauwerke und Einrichtungen

#### Ahl
- Kirche (Patrozinium: Unbefleckte Empfängnis Mariae)
- Mariengrotte, in Erinnerung an Marienerscheinung in Lourdes (Frankreich)

#### Alsberg
- Hl. Kreuz-Wallfahrtskirche

#### Bad Soden

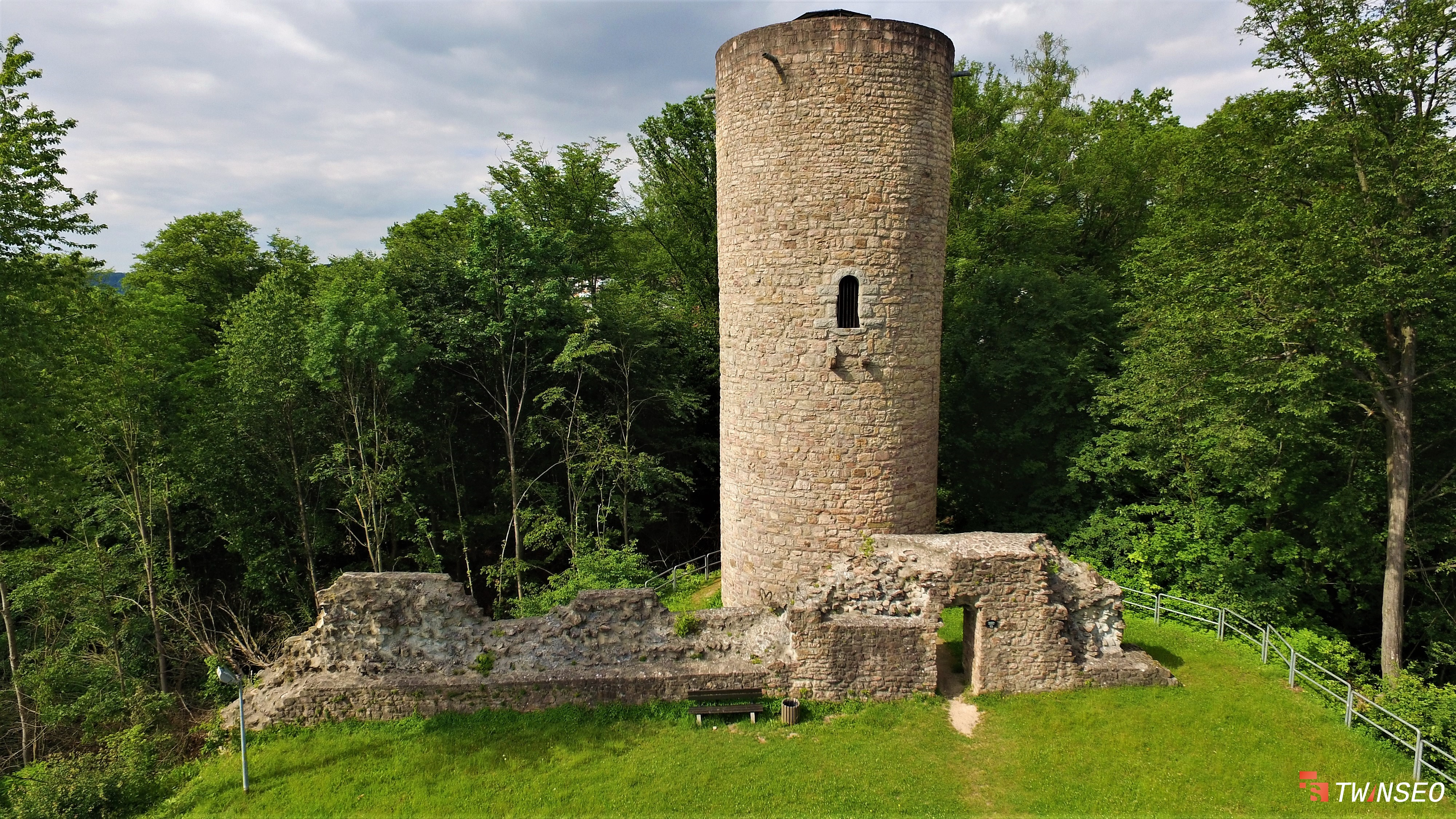
Burgruine Stolzenberg in Bad Soden

- Der Bergfried der Burgruine Stolzenberg (Ersterwähnung 1252) hoch über der Stadt ist seit 1970 als Aussichtsturm zugänglich, von dem aus man die Stadt Bad Soden, das Kinzigtal sowie die Randgebiete von Hohem Vogelsberg und Spessart überblickt.
- Das wichtigste historische Gebäude der Talsiedlung ist das Huttenschloss, ein spätmittelalterlicher Bau mit Erkern, hohem Staffelgiebel und Treppenturm. Es wurde 1536 von Lukas von Hutten und seiner Frau Apollonia von Frankenstein († 1540)[42] erbaut, nachdem sie ihre ursprüngliche Residenz auf der Burg Stolzenberg verloren hatten. Es wurde bis 1814 kontinuierlich von verschiedenen Linien der Familie bewohnt. Lukas von Huttens Großneffe Johann erweiterte den Erstbau durch einen Seitenflügel (datiert 1594) und einen Marstall (1599). Nach Aussterben der Linie von Hutten wechselten die Besitzverhältnisse. Zunächst erwarb Jean Pierre Dupré (1762–1848), ein Holzhändler aus der Rheinpfalz, 1819 das Schloss. 1875 errichtete Georg Vitriarius, der die Nutzungsrechte über die revitalisierten Solequellen der Stadt besaß, eine erste private Badeanstalt im Souterrain. Das salzhaltige Heilwasser wurde in Holzfässern von den Quellen zum Schloss transportiert. 1901 wurde es an den Garnfabrikanten Johann Adolf Krafft aus Offenbach verkauft, welcher es modernisierte und als Sommerresidenz für seine Familie mit englischem Landschaftspark umbaute. Im 20. Jahrhundert war es Sitz verschiedener Unternehmen, und seit 1998 wird es als Freilichttheater genutzt.
- Das 1703 erbaute ehemalige Rathaus Bad Sodens (jetzt Standesamt) mit Walmdach und Zwiebelturm (1866 hinzugefügt) ist das einzige Barock-Fachwerk-Rathaus Hessens. Es beherbergt ein Trauzimmer mit Stilmöbeln und ist Sitz einer Nähgruppe für historische Kostüme.

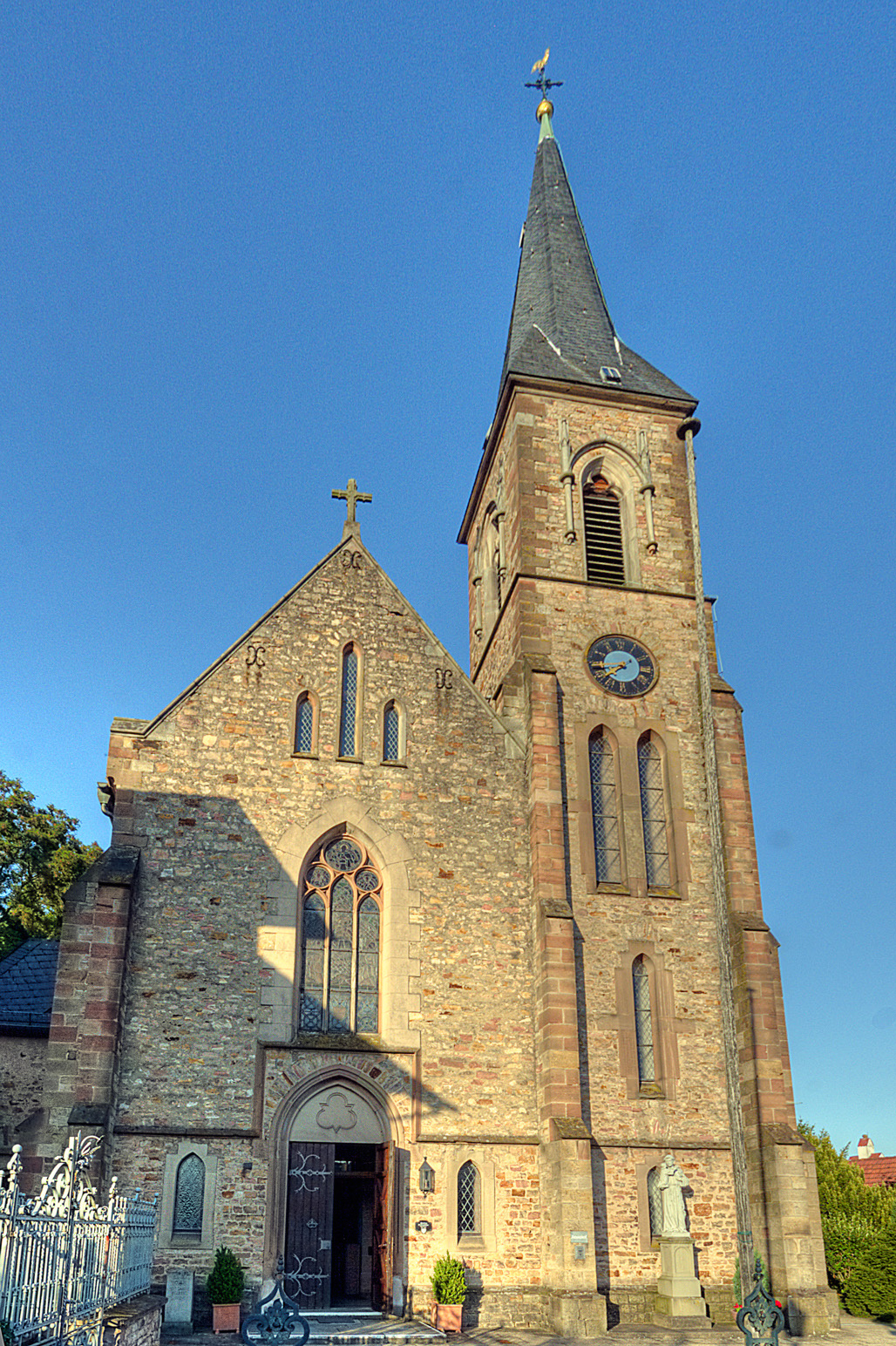
Die kath. St.-Laurentius-Kirche

- Bad Soden verfügt über zwei Kirchen, die katholische Kirche St. Laurentius mit neogotischem Westwerk (1896) und Turm sowie die evangelische Erlöserkirche, eine 1965–1967 in Betonskelettbauweise errichtete Zeltkirche, in der sich seit 1993 das mehrere Meter große Glasobjekt „Der menschliche Gott – Der göttliche Mensch“ von Benedikt W. Traut befindet.[43]
- Im Kurpark ist der am 25. September 1928 ausgetretene König-Heinrich-Sprudel, der seither zweimal nachgebohrt wurde (1974 und 1984), zugänglich, eine der eisenhaltigsten Quellen Deutschlands. Das nicht trinkbare Wasser (ein Liter enthält ca. 90 Gramm Salz) wird ausschließlich zu Solebädern eingesetzt. Das kleine Gradierwerk im Kurpark stammt von 2006; ein historisches Schwarzdorn-Gradierwerk zur Konzentration und Reinigung der Sole vor dem Siedeprozess hat es in Bad Soden, wo immer nur die ältere Kastengradiertechnik angewandt wurde, nie gegeben.
- Zentrum des zeitgenössischen Kurbezirks ist die Spessart-Therme[44] (2005) mit 28 °C bis 35 °C warmem Thermalwasser mit bis zu 10 % Solegehalt.[45][46] Die Blockhaus-Saunalandschaft nach Art russischer Banjas im Kurpark ist vor allem für den Sommer gedacht. Eine Salzgrotte mit Wänden und Boden aus dem Salz des Toten Meeres dient zu einer 45-minütigen Inhalation bei 45 % Luftfeuchtigkeit und einer Temperatur von 22 °C. Die Anwendung in diesem besonderen Mikroklima dient der Befreiung der oberen Atemwege.

#### Eckardroth
- Jüdischer Friedhof[47]

#### Hausen
- Schloss Hausen
- Zehntscheune

#### Mernes
- Katholische Kirche St. Peter

#### Romsthal
- Katholische Kirche St. Franziskus und St. Elisabeth

#### Salmünster
- Amthof Salmünster (auch Nassauer Hof oder Huttenschloss genannt)
- Huttenhof (Burggut, 1364 ersterwähnt, vermutliches Stammhaus der Herren von Hutten)
- Schleifrashof
- Pfarrkirche St. Peter und Paul
- Reste der mittelalterlichen Stadtbefestigung (Zehntturm, Dammweg)
- Evangelische Versöhnungskirche

### Regelmäßige Veranstaltungen
Das Altstadtfest in Salmünster findet am ersten Wochenende im August statt.
Das Brunnenfest in Bad Soden findet jährlich im August statt. Das Burgfest im Ortsteil Bad Soden wurde vom Sommerfest im Schloss, ebenfalls in Bad Soden, abgelöst und findet Ende Juni statt.

#### Kinzigtal total
Einmal im Jahr, jeweils am 2. Sonntag im September, findet der Radlersonntag Kinzigtal total statt.

#### Watzstock Festival
Im Zeitraum Ende Mai bis Anfang Juni findet in Katholisch-Willenroth das eintägige Watzstock Festival statt.

## Freizeit und Tourismus

### Wohnmobilstellplatz
Im Ortsteil Bad Soden verfügt die Stadt über einen Wohnmobilstellplatz mit 34 (ab 2022 mit 38) Stellplätzen. Sie sind mit Stromanschlüssen über einzelne zugeordnete Versorgungssäulen ausgestattet.

### Wildpark
Der in den 1960er Jahren angelegte Wildpark liegt im Sodener Stadtwald. Als Anziehungspunkt für die Kur und die örtliche Bevölkerung wurde er im Laufe der Zeit mehrfach vergrößert und hat heute eine Fläche von 16 ha. Er beherbergt nur in Deutschland heimische Tierarten: Rotwild, Damwild, Schwarzwild und das ursprünglich aus Korsika stammende Muffelwild. Das Damhirschgehege ist für Besucher begehbar. Der Park ist ganztägig und auch am Wochenende geöffnet. Der Eintritt ist frei.

### Wanderwege

Symbol der Jakobsmuschel als Wegweiser am Jakobsweg

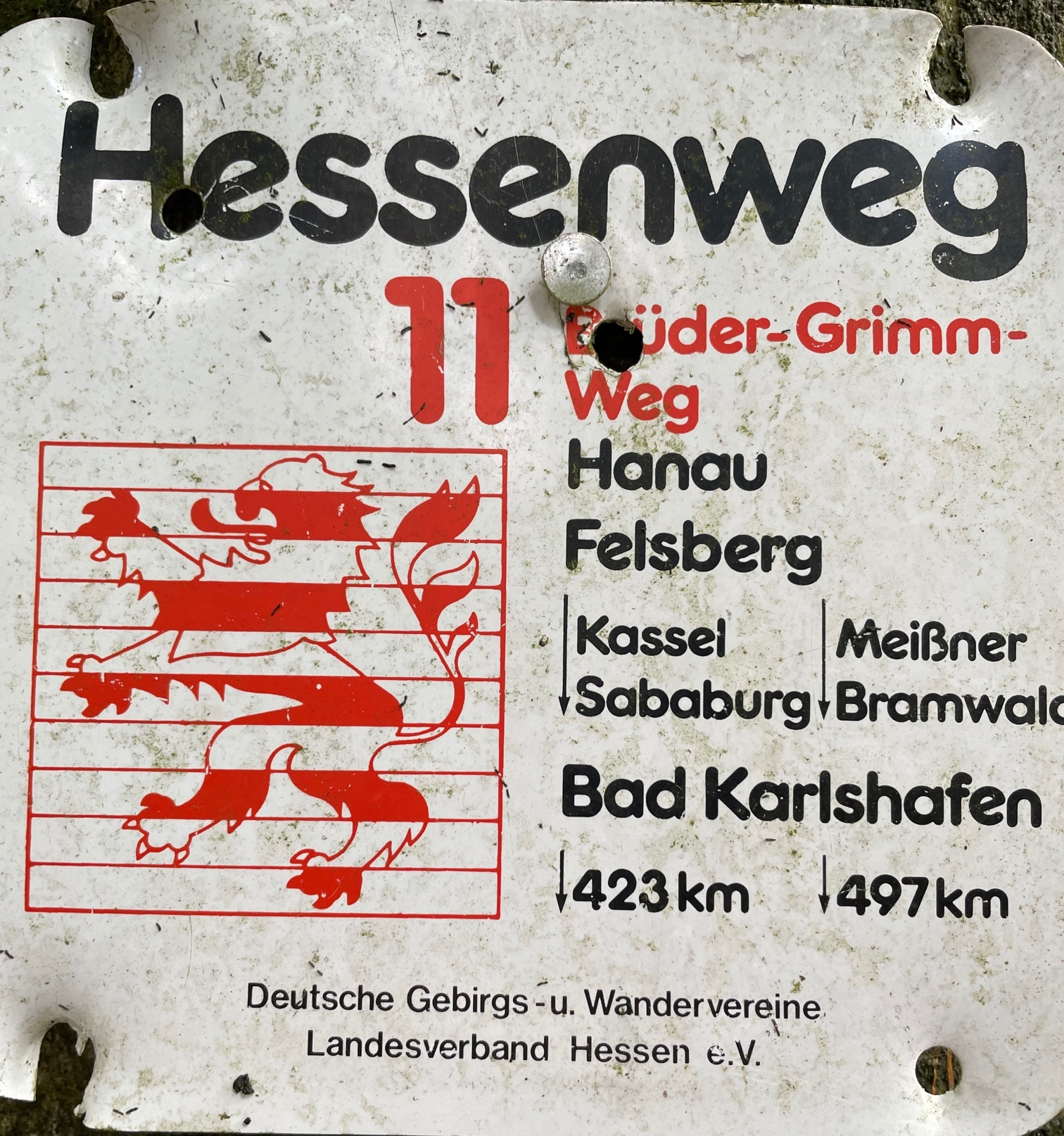
Kennzeichnung des Fernwanderweges Brüder-Grimm-Weg

Wegmarkierung Spessartbogen

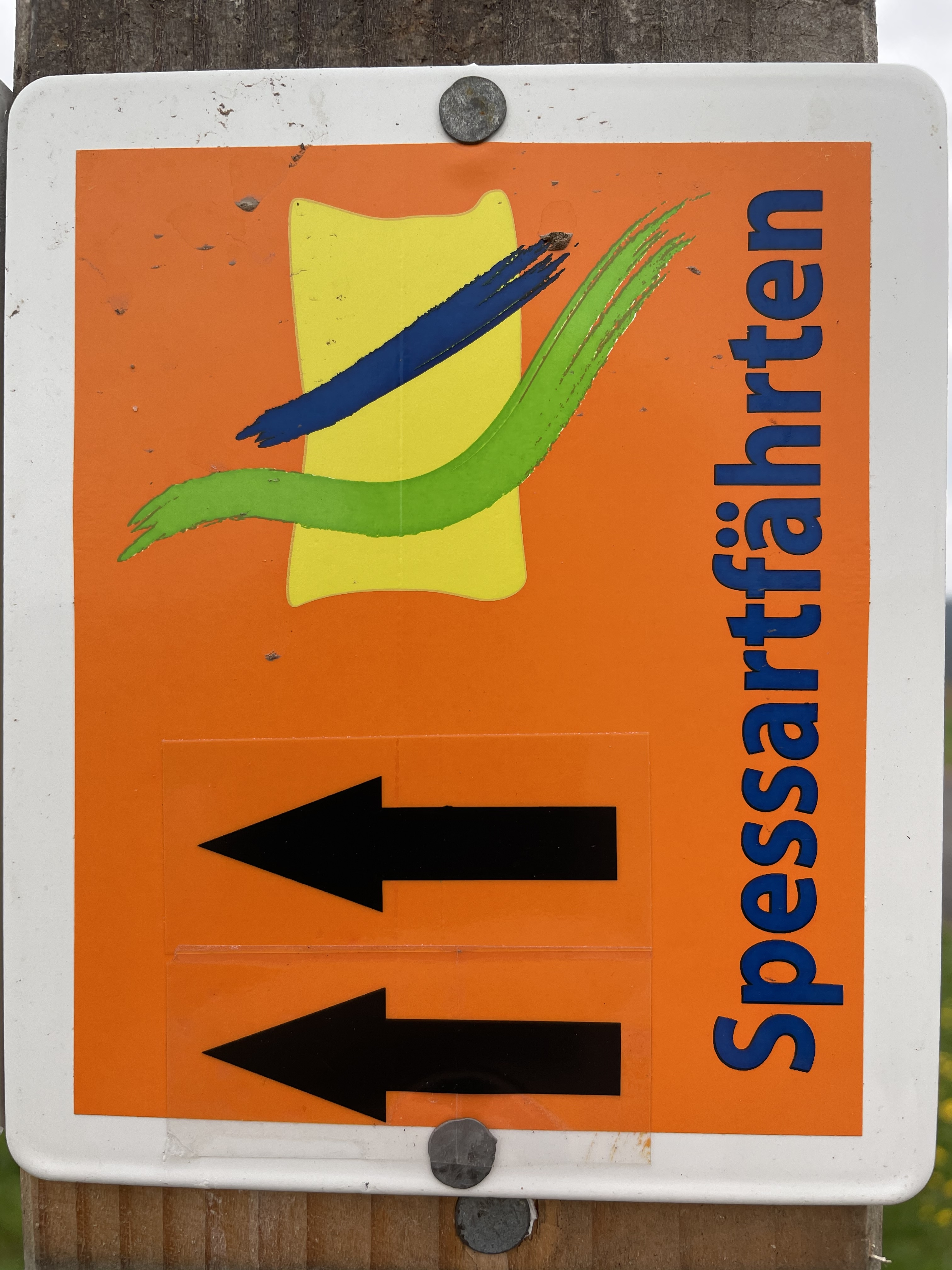
Logo der Spessartfährten

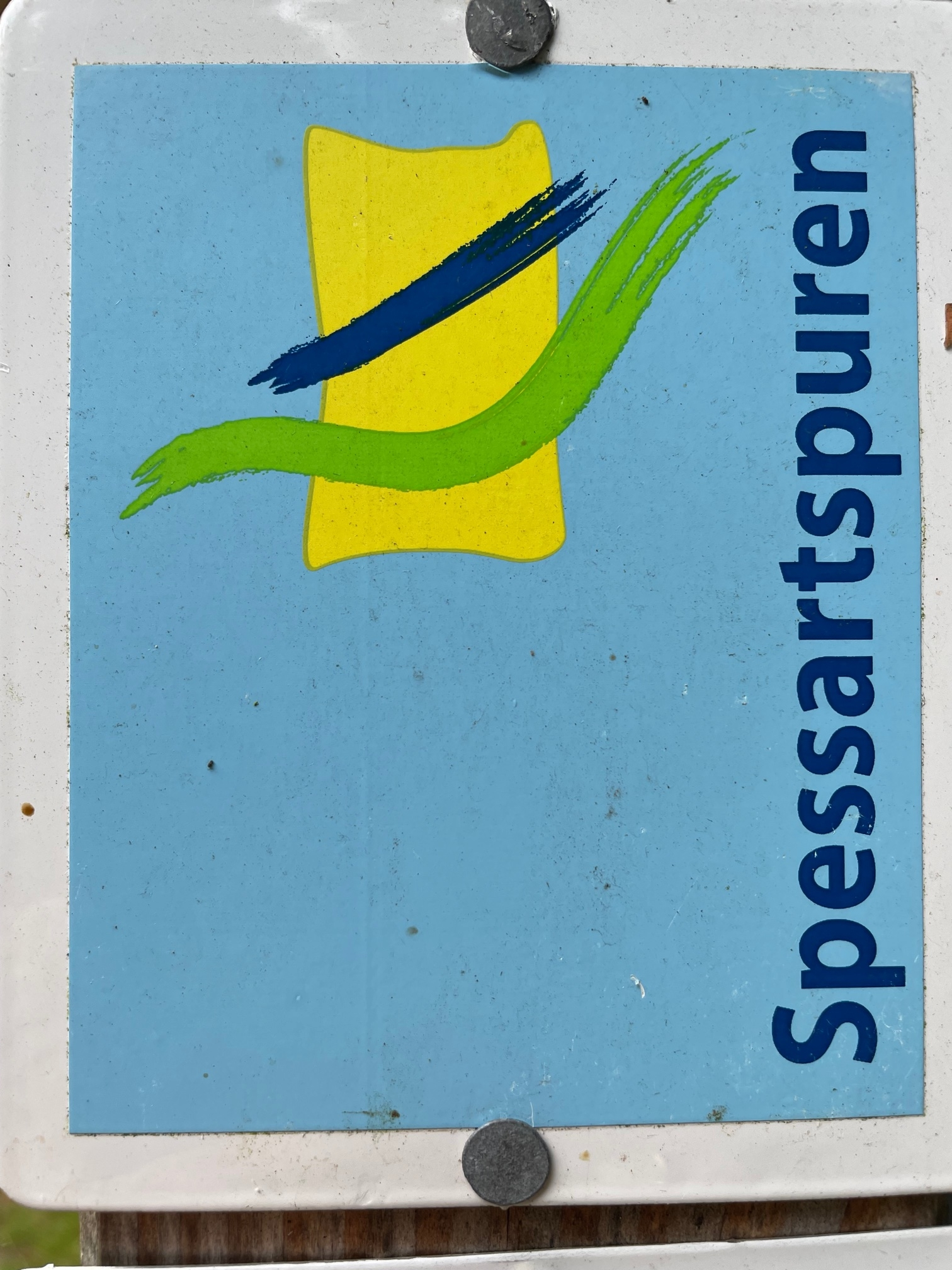
Wegmarkierung der „Spessartspuren“

Viele Wanderwege mit unterschiedlichen Längen und Ansprüchen gehen von Bad Soden-Salmünster aus oder berühren die Stadt.

#### Spessartweg 3
In Bad Soden-Salmünster beginnt der 60 km lange Fernwanderweg „Spessartweg 3“, der in Nord-Süd-Richtung verläuft. Die 1. Etappe führt von Bad Soden-Salmünster nach Bad Orb, von dort aus in weiteren Etappen, quer durch den Spessart bis Heigenbrücken im bayerischen Hochspessart. Dort besteht Anschluss über den Spessartweg 2 bis zum Main. Mit dem Siegel „Qualitätsweg Wanderbares Deutschland“ des Deutschen Wanderverbands ausgezeichnet, ist der Spessartweg reich an Kultur- und Natursehenswürdigem (Ruine Beilstein, Lettgenbrunn, Eselsweg, Wiesbüttmoor, Aubachtal, Habichsthal, Aubachseen, Heigenbrücken mit Wildpark, Kletterwald und Naturschwimmbad).
Start- und Zielpunkt des Spessartweges 3 sind jeweils mit der Bahn erreichbar. Auf dem Weg von der Kinzig in den Hochspessart sind insgesamt 1.500 Höhenmeter zu überwinden. Der höchste Punkt liegt bei 520 m über NHN.

#### Jakobsweg 16
In Bad Soden-Salmünster sind sowohl Bad Soden als auch Salmünster Stationen am Jakobsweg 16, der von Fulda über Frankfurt (124 km) und Mainz (48 km) nach Trier(164 km) bzw. Worms(65 km) führt. Auch der Ortsteil Ahl ist in den Weg einbezogen. Er orientiert sich am Verlauf einer alten Handelsstraße, der Via Regia, wo schon im Mittelalter Pilger gegangen sind, um zu dem berühmten Wallfahrtsort Vézelay in Frankreich bzw. Le Puy dem Ausgangspunkt des französischen Weges nach Santiago de Compostela in Spanien zu gelangen. Der Weg ist durchgängig mit dem europäischen Muschelzeichen (Bild) markiert. Von Salmünster führt der Weg weiter über Wächtersbach zur nächsten Station in Wirtheim.

#### Hessenweg 11
Ein Fernwanderweg mit Bezug zu Bad Soden-Salmünster ist der „Hessenweg 11“, Brüder-Grimm-Weg. Er beginnt in Hanau, der Geburtsstadt der Brüder Grimm. Ein erstes Ziel ist Gelnhausen, ehe er durch den Büdinger Wald Wächtersbach, weiter Bad Soden und schließlich Steinau an der Straße erreicht, den Ort, in dem sie einen Teil ihrer Jugend verbrachten. Der Weg führt in vielen Etappen nach Gensungen.
Ab da geht es in zwei Varianten weiter über Sababurg nach Bad Karlshafen (423 km) bzw. zum Hoher Meißner (497 km), das sind Orte, die mit Märchen der Brüder Grimm in Verbindung gebracht werden.

#### Spessartbogen
Der Spessartbogen ist ein knapp 90 km langer Fernwanderweg. Von Schlüchtern kommend, über Jossa und Marjoß führend erreicht er den Ortsteil Mernes. Weiter geht es dann über Bad Orb und den Biebergemünder Ortsteil Kassel ins Freigericht.

#### Spessartfährte „Stolzenberger Ritterblick“
Offene Fluren rund um Bad Soden eröffnet die Spessartfährte „Stolzenberger Ritterblick“. Der nur 7 km lange Rundwanderweg ist eine von 9 Spessartfährten, die längs des Spessartbogens (über einen Zubringer erreichbar) konzipiert wurden und die ein intensiveres Kennenlernen der Landschaft ermöglichen. Der Weg ist als sehr leicht eingestuft.

#### Spessartspur „Bad Sodener Waldgeflüster“
Spessartspuren sind kurze und einfache Wanderwege, die eher unter das Stichwort Spazierwandern einzuordnen sind. Einer davon ist „Bad Sodener Waldgeflüster“. Es ist ein nur knapp fünf Kilometer langer Weg, „mit Stadtansichten und gut gangbaren, reizvollen Pfaden durch Stadtwald samt Wildgehege“. Der Weg ist mit ÖPNV erreichbar.

#### Spessartspur „Wildromantische Hirschbornteiche“
In Salmünster gibt es auch eine weitere Spessartspur. Der Name „Wildromantische Hirschbornteiche“ verweist ihn in den Ortsteil Hausen. Auch er ist nur gut fünf Kilometer lang, ohne große Höhenunterschiede. Teiche und Insel sind ein Domizil für Biber geworden.

## Persönlichkeiten

### Ehrenbürger
- Karl (alt: Carl) Roth – Quellenchemiker, nach ihm wurde eine der Quellen Bad Sodens benannt, die einen eigenen Brunnentempel besaß.
- Major Geoffrey Bedding – Neuseeländischer Major, verhinderte 1945 die als Vergeltungsschlag geplante Zerstörung Ahls.
- Pacificus Schulz (1843–1924), Geistlicher Rat, war erster Kaplan, ab 1888 Pfarrer in Soden, setzte sich sehr engagiert für den Bau der St. Laurentiuskirche (1893–1896) ein[60]. Wichtige Impulse für die Entwicklung der Bäderkultur in Soden gingen von ihm aus, unter anderem durch Gründung der Kurpension „Marienheim“ (1913, - heute Fachklinik St. Marien am Stolzenberg). Ebenso wirkte er auf karitativ-sozialem Gebiet, mit einer Kinderheilanstalt (1903–1906) (heute „St. Lioba“)[61]. Die Stadt zeichnete ihn mit der Ehrenbürgerschaft und mit der Benennung der „Pacificusstraße“ und dem „Pacificusplatz“ aus. Auch eine der Quellen Bad Sodens trägt seinen Namen. Eine Plastik aus der Hand von Anton Grauel, vor der Kurklinik St. Marien erinnert an deren Gründer Pacificus Schulz.
- Valentin Rudolph Berta (1849–1928) – Bürgermeister von Bad Soden-Salmünster 1881–1904 und Abgeordneter im Kommunallandtag Kassel. Er gilt als Mitbegründer der Pfarrei Soden, Förderer des Neubaus der Pfarrkirche und Unterstützer bei der Gründung der Kinderheilanstalt.
- Sebastian Herbst (1866–1946), Holzschnitzer, gründete eine Bildhauerei und eine weit über die Region bekannte Möbelfabrik. Die Innenausstattung der St.-Laurentius-Kirche stammt aus seiner Werkstatt. 1931 wurde ihm das Ehrenbürgerrecht der Stadt Bad Soden verliehen und später im Dritten Reich durch die Nazis aberkannt. Herbst wurde enteignet und die Fabrik für militärische Zwecke missbraucht. „Die Ehre des Fabrikanten Sebastian Herbst wurde posthum (am 6. November 2019) wieder hergestellt“.[62] Nach ihm ist die Sebastian-Herbst-Straße in Bad Soden benannt.
- Franz Josef Wolf (* 1935), Gründer der Woco-Gruppe, einem weltweit agierenden Familienunternehmen in der Automobilbranche. Mit Woco hat er zahlreiche Arbeitsplätze in der Stadt geschaffen und die Stadt zu einem attraktiven Wirtschaftsstandort ausgebaut. Er engagiert sich darüber hinaus für viele Vereine in Bad Soden-Salmünster, darunter der SG Bad Soden sowie der Musikverein Cäcilia.[63]

### Söhne und Töchter der Stadt
- Georg Philipp Lang alias „Hölzerlips“, geboren um 1770 vermutlich in Eckardroth, am 31. Juli 1812 in Heidelberg hingerichtet, gilt als einer der herausragenden Spessart-Räuber.
- Pater Aloysius Lauer, (* 1833 - † 1901), Generaloberer des Franziskaner-Ordens. Seine Persönlichkeit und die in den USA erworbene Reputation sorgten für die Fertigstellung der St. Elisabeth-Kirche von Katholisch-Willenroth durch Spenden aus den USA.
- Peter Habig (* 29. Januar 1839 in Salmünster, † 4. Jänner 1916 in Wien), gründete in Wien eine sehr erfolgreiche Hutfabrik, gewann mit seinen Kreationen viele Preise und Medaillen in Europa und in Übersee, wurde schließlich k.u.k. Hof-Hutmacher. Fabrikation und Geschäft bestehen noch, in 5. Generation fort.
- Henry Harnischfeger aus Salmünster (1855–1930), US-amerikanischer Unternehmer, war an der Entwicklung einer Nähmaschine bei Singer und an der Harley-Davidson Motor Co beteiligt. 1930 stiftete in Salmünster die heutige Henry-Harnischfeger-Schule.
- Richard Küch (* 30. August 1860 in Salmünster, † 3. Juni 1915 in Hanau), dt. Physiker und Chemiker, war tätig auf dem Gebiet der Edelmetallverarbeitung, der Gewinnung von blasenfreiem Quarzglas und gilt auch als Erfinder der UV-Hochdrucklampe sowie des elektrischen Widerstandsthermometers aus Platindraht. Die Richard-Küch-Straße ist nach ihm benannt.
- Franz Johann Ellenbrand, aus Ahl, ermöglichte 1912, durch die Stiftung eines Grundstückes den Bau der Kirche „Unbefleckte Empfängnis Mariae“ im Ort.
- Adam Meyenschein (* 11. Mai 1863 in Salmünster, † 1943 in Fulda), Mitglied des Preußischen Abgeordnetenhauses
- Joseph Müller aus Salmünster (1894–1944), war ein deutscher katholischer Priester, Seelsorger und entschiedener Kritiker des Nationalsozialismus. Wegen eines politischen Witzes wurde er 1944 durch den Volksgerichtshof in Berlin zum Tode verurteilt. Und hingerichtet. Im Juni 2014 wurde das Urteil in Anwendung des NS-Unrechtsurteileaufhebungsgesetzes aufgehoben.
- Anton Grauel (1897–1971), Bildhauer aus einer alten Sodener Künstlerfamilie, Schüler von Josef Steinle (Fulda) und Professor Richard Scheibe (Städelschule), ab 1951 in den USA und international tätig. Das Kriegerdenkmal (1930) am Sebastian-Herbst-Platz in Bad Soden stammt von ihm[64][65].
- Otto Gandenberger (1928–2019), Wirtschaftswissenschaftler und Professor für Finanzwissenschaft an der Ludwig-Maximilians-Universität München. Er war Wissenschaftlicher Beirat des Bundesministeriums der Finanzen und Mitunterzeichner des eurokritischen Manifests: Die währungspolitischen Beschlüsse von Maastricht: Eine Gefahr für Europa.
- Martina Leistenschneider (1935–2022), seit 1976 verwitwet nach dem Tod ihres Ehemannes Josef Leistenschneider, der 1963 Bürgermeister von Salmünster und 1974 von Bad Soden-Salmünster wurde; sie war von 1989 bis 2003 für die CDU Abgeordnete des Hessischen Landtags.
- Carsten Paul (* 15. Februar 1966 in Salmünster), Richter am Bundesgerichtshof.
- Stephan Lauber (* 1970), röm.-kath. Priester, Professor an der Theologischen Fakultät Fulda.
- Daniel Mack (* 1986), deutscher Politiker (Bündnis 90/Die Grünen).
- Tuğçe Albayrak (1991–2014), deutsche Studentin, starb durch einen gewalttätigen Angriff.
- Peter Wolf (* 14. Juni 1992), Volleyball- und Beachvolleyballspieler.
- Georg Wolf (* 19. Juli 1995), Volleyball- und Beachvolleyballspieler.

### Bekannte Personen mit Bezug zur Stadt

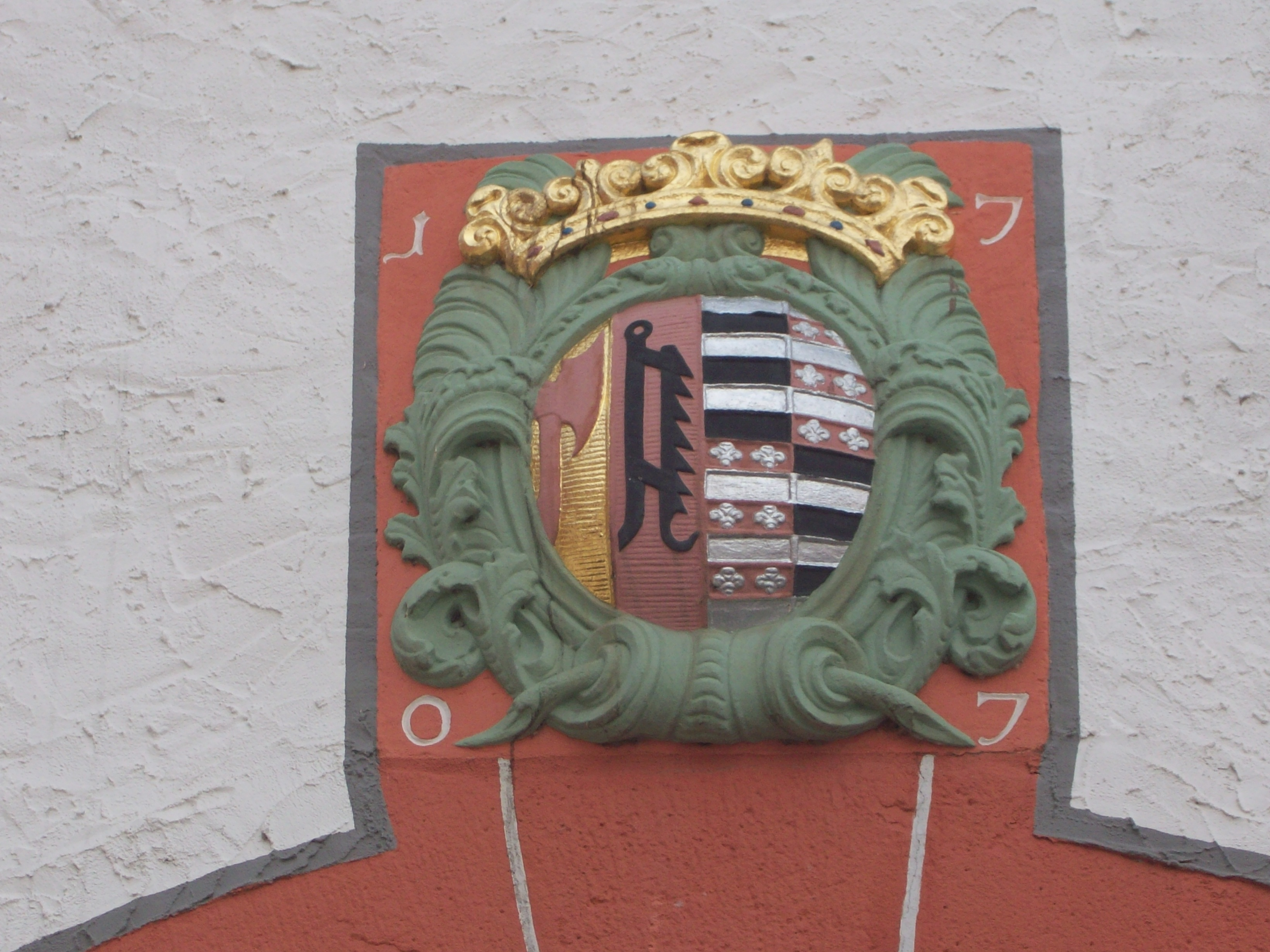
Allianzwappen der Familien von Schleifras/von Bicken am Torhaus des Schleifrashofes in Salmünster

- Heinrich VI. von Hohenberg, Fürstabt der Reichsabtei Fulda, erreichte 1320 beim Kaiser Ludwig dem Bayern die Erhebung Salmünsters zur Stadt.
- Martin Gobelius (* um 1535, † 28. Februar 1598 in Salmünster), Stiftsdechant in Salmünster. Er setzte sich in der schwierigen Zeit nach der Reformation für den Erhalt des katholischen Glaubens in Fulda (31 Jahre) und Salmünster (10 Jahre) ein. In Salmünster befand er sich im Gegensatz zu der protestantisch gewordenen Familie von Hutten. Hier leistete er wertvolle Aufbauarbeit in Kirche und Pfarrhaus. Gobelius richtete auch eine Armenstiftung in Fulda und Valwig (Mosel) (seinem Geburtsort) ein, die der Ausbildung junger Menschen diente und gründete eine Schule in Bruttig (Mosel).
- Frowin von Hutten (* um 1469–1529) Ritter, Amtmann und Hofbeamter im Dienste des Mainzer Erzstiftes und anderer Herren, durch Erbteilung war er Eigentümer des Burghofs zu Salmünster, des Amtes Salmünster und Anderem[66], auch am Burgsitz in Soden war er beteiligt. Letzteres verlor er 1522 wegen seiner Beteiligung an der Fehde gegen Kurtrier, erhielt es aber 1526 wieder zurück. Nach ihm ist die Frowin-von-Hutten-Straße in Bad Soden benannt.
- Lukas (Elias) von Hutten (* um 1500, † 1546), (Sohn des Dietrich von Hutten (* 1470) und Magdalena von Lichtenstein) und seine Frau Apollonia von Frankenstein († 1540)[67] ließen 1536 durch den Steinauer Meister Asmus die Talburg, auch das „Kleine Schloss“ genannt, mit Staffelgiebeln errichten. Sie bezogen schon bald diese neue Residenz in Soden. Lukas, der 1540 auch Burggraf der Burg zu Gelnhausen war, blieb kinderlos, sodass sein Besitz später an die Neffen fiel, die eine rege Bautätigkeit entwickelten[68].
- Johann Martin Ludwig von Schleifras zu Reichlos (* um 1660), kurmainzischer Kämmerer, Fuldaer Geheimer Rat, Oberjägermeister und Oberamtmann in Mackenzell[69], war Sohn des Freiherrn Georg Lukas von Schleifras und dessen Gattin Maria Margareta von Rotzmann und jüngerer Bruder des Fürstbischofs von Fulda, Adalbert von Schleifras, erwarb 1706 den heute nach ihm Schleifrashof benannten Adelssitz. Er erweiterte ihn um den Torbau, den er mit dem Allianzwappen derer von Schleifras und seiner Frau Magdalena Elisabeth von Bicken schmücken ließ.
- Josef Paul (1896–1960), Volksschullehrer in Alsberg und Heimatforscher. Auf ihn als Autor gehen zahlreiche heimatkundliche Aufsätze und ein Bauernroman zurück[70]
- Georg Vitriarius errichtete 1875 eine erste private Badeanstalt im Huttenschloss in Bad Soden. Seine Witwe setzte die Aktivitäten fort und errichtete unter anderem die Villa Vitriarius (Kurhaus).
- Carl Gladitz, rathäusliche Beamter „in Soden bei Salmünster“, erfand 1895 den Schnellhefter (Patent DRP 84487 beim Kaiserlichen Patentamt in Berlin). Die unter seiner Mitwirkung gegründete Firma Stolzenberg war in den 1920er Jahren der führende Büroausstatter Deutschlands.[71] Nach ihm ist die Carl-Gladitz-Straße in Bad Soden benannt.
- Thomas Geoffrey Bedding (Major), rettete kurz vor Ostern 1945, gemeinsam mit einem englischen Arzt, die Gemeinde Ahl vor der Zerstörung durch die Alliierten
- Ludwig Böhm, Franziskanerpater, langjähriger Seelsorger von Ahl, Initiator der Mariengrotte von Ahl.
- Friedrich (Fritz) Hamm (* 1916, Mainz), Bürgermeister und Kurdirektor von Bad Soden. Er gilt als „Pionier des modernen Heilbades“ Bad Soden und ebenso als Modernisierer der Infrastruktur der Stadt. Nach ihm benannt ist der Fritz-Hamm-Sprudel, der auf seine Anregung hin in den Kinzigauen erbohrt worden ist. Er liefert die Sole für das Bewegungsbad[72].
- Georg-Wilhelm Hanna (* 1939), Historiker, Denkmalpfleger und Heimatforscher, 2016 mit dem Ehrenbrief des Main-Kinzig-Kreises und 2019 mit dem Stadtsiegel der Stadt Schlüchtern ausgezeichnet. Trat auch mit mehreren historischen Abhandlungen über Bad Soden-Salmünster hervor.
- Johannes Wiegelmann (* 1993), deutscher Politiker (CDU), MdB, wuchs in Bad Soden-Salmünster auf und wohnt dort